# گرزه‌مار (فیلم)
گرزه‌ماران (انگلیسی: The Viper) یک فیلم است که در سال ۱۹۳۸ منتشر شد.